# Clematis leptophylla
Clematis leptophylla är en ranunkelväxtart som först beskrevs av F. Müll., och fick sitt nu gällande namn av Hansjörg Eichler. Clematis leptophylla ingår i släktet klematisar, och familjen ranunkelväxter. Inga underarter finns listade i Catalogue of Life.